# Сулейман Реджепи
Хаджи Сулейман ефенди Реджепи (на албански: Sulejman Rexhepi; на македонска литературна норма: Хаџи Сулејман ефенди Реџепи) е северномакедонски мюсюлмански духовник, глава (реис ул улема) на Ислямската религиозна общност в Северна Македония, етнически албанец.

## Биография
Реджепи е роден в 1947 година в скопското село Горно Свиларе. Завършва медресето „Алаудин“ в Прищина, след което Юридическия и шариатски факултет на Каирския университет.
Работи в Ислямската религиозна общност в Северна Македония. В 1991 година наследява Якуб Селимовски като реис улема.